# لوکوپلاکی
لوکوپلاکی یا سفیدکژنه یک آسیب سفید رنگ است که مخاط دهان را درگیر می‌کند و با کشش از بین نمی‌رود و معمولاً در کناره‌های زبان به صورت خطوط سفید دیده می‌شود.
سفیدکژنه کژنه‌های کلفت‌شدهٔ سفید بر روی لایه های مخاطی، مانند آستر دهان یا واژن هستند به علت رویش بیش‌ازاندازهٔ لایهٔ شاخی به‌وجود می‌آیند.
این آسیب هر ناحیه‌ای از مخاط دهان را می‌تواند درگیر کند. با مصرف تنباکو ارتباط (به خصوص با شمارها و مدت زمان مصرف تنباکو) دارد.
دیسپلازی بیشتر در لکوپلاکیایی که زبان، لب‌ها و کف دهان را گرفتار می‌کند، هست (بودن دیسپلازی در آسیب های لکوپلاکیا خطر بدخیمی را افزایش می‌دهد) و کمتر در لکوپلاکیای ناحیه کام و رترومولر ایجاد می‌شود.
لکوپلاکیای ناشی از مصرف تنباکو در صورت قطع مصرف تنباکو برگشت پذیر است.

## گونه های لکوپلاکیا
- لکوپلاکیای هموژن
- لکوپلاکیای ندولار یا Speckled
- لکوپلاکیای زگیلی شکل یا Verrucos
- لکوپلاکیای زگیلی پرولیفراتیو در مردان بیشتر دیده می‌شود و خطر تبدیل شدن آن به SCC بیشتر است.

## تشخیص و درمان
بسیاری از آسیب های سفید از نظر کلینیکی شبیه لکوپلاکیا استند. از این رو پیش از تشخیص باید وجود این آسیت ها را رد کرد. (از جمله برفک دهان)
چنانچه آسیبی به‌طور خودبخود یا طی حذف محرک از بین برود آزمون های پسین برای تشخیص قطعی لازم نمی‌باشند.
نمونه برداری بافتی قطعی‌ترین روش برای تشخیص ضایعات معلوم لکوپلاکیا می‌باشد.
برنامه درمانی شامل دوزهای منفرد و ترکیبی از ویتامین‌های E، C،A، بتا کاروتن، آنالوگ‌های ویتامین A و رژیمی سرشار از آنتی اکسیدان‌ها و پروتئین‌های متوقف‌کننده رشد سلولی (میوه‌ها و سبزیجات) می‌باشد.
کاندیدیازیس (برفک دهان)بیشتر با لکوپلاکیا ارتباط دارد اما گسترش بیشتر آن در اریتروپلاکیا دیده می‌شود. وجود کاندیدیازیس ممکن است بیانگر کلونیزاسیون دو-ومن این قارچ باشد.